# Lichfield

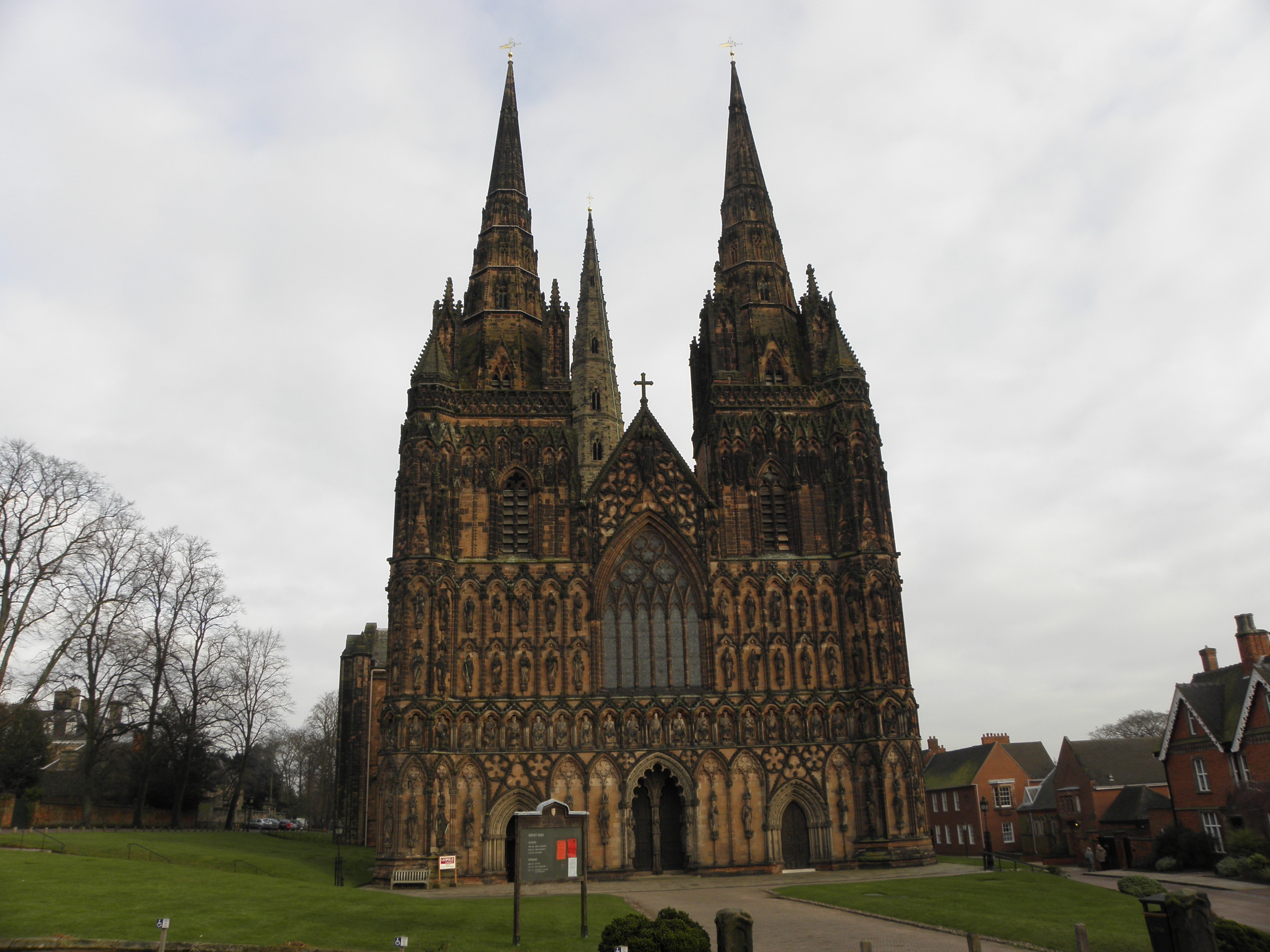
La cattedrale di Lichfield

Lichfield (in gallese Caerlwytgoed) è una città nello Staffordshire a 110 miglia (180 km) a nord-ovest di Londra e a 14 miglia (23 km) a nord di Birmingham. La località è nota per la sua cattedrale e come luogo che ha dato i natali a Samuel Johnson, autore del primo dizionario della lingua inglese. 
Attualmente mantiene la sua importanza come centro amministrativo ecclesiastico, ma il suo sviluppo produttivo ed economico è rimasto relativamente arretrato, facendo conservare al centro cittadino il suo aspetto secolare senza grandi cambiamenti architettonici e paesaggistici. Lichfield è comunque il centro urbano più importante nel distretto omonimo. Secondo l'ultimo censimento fatto nel 2011 la popolazione cittadina è di 32 219 abitanti. Lichfield è gemellata con Limburg an der Lahn, Germania e Sainte-Foy-lès-Lyon, Francia.

## Storia
A circa tre miglia a sud dell'attuale locazione della città, si trovava un insediamento romano-britanno chiamato Letocetum (in celtico bosco grigio) da cui probabilmente ha origine la prima metà del nome della città. Il centro si era sviluppato a ridosso dell'antica arteria di collegamento nota con il nome di Watling Street e che collega ancora oggi le città di St Albans e Canterbury, dove venne costruito un forte in uso fino al 170 - 160 a.C., quando venne distrutto da un terribile incendio, in concomitanza con la distruzione dell'insediamento di Wroxeter. Questa concordanza fa ipotizzare da alcuni che la distruzione dell'antico centro urbano fosse frutto di una violenta rivolta delle popolazioni indigene. La storia dei secoli successivi di questa cittadina è piuttosto oscura, la Historia Brittonum l'annovera nella lista delle 28 città della Britannia.
Nell'antico poema gallese Il lamento di Cynddylan, la città di Caer Luytcoed, identificabile con Lichfield, venne conquistata dai barbari pagani, probabilmente facendo riferimento all'invasione del Regno di Mercia da oriente.
La leggenda narra che intorno al 300, durante il regno dell'imperatore Diocleziano, centinaia di Cristiani subirono il martirio, e da questo fatto trarrebbe origine il nome della città, (campo dei morti), supposizione che non è comprovata da nulla.
Tuttavia la prima testimonianza attendibile sulla storia della città proviene dagli scritti di Beda il Venerabile in cui si fa riferimento alla città di Licidfelthcome il luogo che Chad di Mercia elesse come sede del vescovato di Mercia nel 669. Il fatto che il centro venisse scelto come luogo di sepoltura di diversi sovrani di Mercia ne accrebbe l'importanza, e nel 786 papa Adriano I, dietro richiesta del sovrano Offa di Mercia, elesse Lichfield come sede dell'arcivescovato, che però perse nell'803 quando esso venne affidato a Canterbury. Nel 1075 il seggio vescovile di Lichfield venne spostato a Chester ed in seguito a Coventry, ma tornò nella sua sede originaria nel 1148.
La signoria della cittadina insieme al suo maniero vennero rette dal vescovo di Chester fino al regno di Edoardo VI quando esso venne affidato alla corporazione cittadina.
Nel 1291 la cittadina venne seriamente devastata da un incendio che distrusse diversi edifici. Nel 1690 tutti i tetti in legno vennero banditi proprio per evitare il rischio d'incendio.
Esistono prove dell'esistenza di un castello nella zona sin dal tempo di re Enrico I, mentre Riccardo II promulgò un editto nel 1387 per l'istituzione della locale loggia di St Mary e San Giovanni Battista, quest'ultima ebbe il ruolo di organo cittadino di governo fino al suo scioglimento sotto il regno di Edoardo VI che incorporò la cittadina sotto la sua giurisdizione nel 1548, nominando due balivi e ventiquattro borghesi. Nel 1553 la regina Maria istituì Lichfield come una contea separata dal resto dello Straffordshire, e rimase in questo status fino al 1888. La città inviò due rappresentanti al parlamento del 1304 e in quelli successivi, ma la sua rappresentanza divenne regolare soltanto a partire dal 1552, nel 1867 essa perse uno dei suoi rappresentanti e nel 1885 quello rimasto venne incorporato nella rappresentanza dell'intera contea. L'ultimo condannato al rogo con l'accusa di eresia venne giustiziato a Lichfield, si trattava di Edward Wightman, originario di Burton upon Trent, giustiziato nella piazza del mercato l'11 aprile 1612.
Durante la rivoluzione inglese la città si divise in due opposte fazioni. Le autorità della Cattedrale con il loro seguito si schierarono dalla parte del sovrano, mentre gran parte della cittadinanza si schierò a favore del Parlamento, e a tale scopo si stabilì la fortificazione delle mura a partire dal 1643. La posizione della cittadina, posta in un crocevia strategico per il passaggio delle merci, ebbe un valore notevole durante il conflitto, ed entrambe le forze in campo cercarono di guadagnarne il controllo assoluto. Lord Brooke, il generale cromwelliano notoriamente avverso alla Chiesa, guidò un assalto alla conquista della città, ma rimase ucciso da un proiettile vagante durante l'assedio, episodio che ebbe del miracoloso dal punto di vista dei Realisti. Durante il conflitto la Cattedrale subì gravissimi danni, in particolare nella cupola a spirale centrale, e alla fine del periodo del Commonwealth, anche in parte grazie alle ingenti somme devolute dal re Carlo II, essa venne restaurata. Come segno di riconoscenza per questo gesto esiste una statua celebrativa del sovrano nell'entrata meridionale della Cattedrale.
Nel XVIII secolo la cittadina divenne un importante nodo di scambio lungo le vie commerciali verso il nord-ovest e l'Irlanda. In concomitanza di ciò essa divenne un fertile centro culturale ed ospitò importanti figure come Samuel Johnson, David Garrick, Erasmus Darwin e Anna Seward, cosa che fece affermare a Samuel Johnson che Lichfield fosse "una città di filosofi". Attualmente la cittadina di Lichfield è in leggera espansione verso ovest.

## Economia cittadina
La fortuna economica di Lichfield si è andata sviluppando di pari passo con la sua funzione di centro amministrativo ecclesiastico. L'insediamento originario divenne infatti un centro di culto per tutti i pellegrini che giungevano in prossimità del santuario di San Chad di Mercia, pratica devozionale che durò fino al tempo della Riforma Protestante, che causò la distruzione del santuario.
Durante il Medioevo la cittadina divenne un importante centro di produzione di capi di lana. Ma esistevano altre realtà produttive quali la lavorazione delle pelli insieme all'agricoltura e all'allevamento delle fattorie del circondario. Nel XVIII secolo l'attività economica cittadina era imperniata sul traffico delle carrozze in viaggio verso nord-ovest e con l'avvento della ferrovia la sua prosperità subì un brusco declino. Dalla fine del XIX secolo le principali attività della città sono la produzione di birra, anche se negli ultimi anni si sta sviluppando, soprattutto nell'area est, un insediamento industriale piuttosto modesto. Le industrie più importanti della zona sono la Armitage Shanks, che produce sanitari, e la Arthur Price of England, che produce coltelli.

## Amministrazione

### Gemellaggi
- Sainte-Foy-lès-Lyon, Francia
- Limburg (Lahn), Germania

## Monumenti e luoghi d'interesse

Il centro cittadino con la chiesa di St Marys

- La cattedrale, costruzione medioevale con tre guglie, la cui costruzione è iniziata nel 1195 ed è stata completata nel 1330. La costruzione ha incorporato un precedente edificio normanno risalente al 1085.
- Il palazzo vescovile (1687) e il collegio di Teologia (1837), adiacenti alla cattedrale.
- Il Milley's Hospital, risalente al 1504 e nato come ospedale per sole donne.
- St. John's without the Bars, un caratteristico palazzo dell'epoca Tudor con la sua particolare fila di sette alti camini in mattoni, costruito fuori le mura cittadine (da qui il termine without bars ovvero fuori le mura) per provvedere ad ospitare i viaggiatori quando le porte della città erano chiuse.
- Il Samuel Johnson Birthplace Museum, dedicato alla vita e alle opere del celebre letterato nato nella cittadina.
- Il Lichfield Heritage Centre, nella piazza del mercato, con la sua raccolta di testimonianze della millenaria storia della città.
- La Erasmus Darwin House, dimora di Erasmus Darwin e convertita per ospitare un museo in suo onore, aperto nel 1999.
- La chiesa di San Chad, ampiamente rimaneggiata e restaurata rispetto all'impianto originario, avrebbe ospitato in una delle sue celle l'eremita Chad di Mercia.
- La piazza del mercato con le sue due statue, una di Samuel Johnson che guarda la sua casa natale e l'altra del suo amico e biografo James Boswell.
- Statua in onore di Edward John Smith (Hanley, 27 gennaio 1850 – Oceano Atlantico, 15 aprile 1912), marinaio britannico. Era il comandante del RMS Titanic quando quest'ultimo affondò la notte tra il 14 e il 15 aprile del 1912.